# TOI-2109b
TOI-2109b is een exoplaneet in een baan om de ster TOI-2109. De planeet cirkelt rond de begeleidende ster in een tijd van ongeveer 16 Aardse uren. Het staat ook dichter bij de moederster, op 0,01791 AE. Het stelsel staat in het sterrenbeeld Hercules op ongeveer 855 lichtjaar van de Aarde.

## Omschrijving
De planeet TOI-2109b werd in eind 2021 voor het eerst waargenomen door NASA's Transiting Exoplanet Survey Satellite mission (TESS). De planetaire aard werd bevestigd via radiële snelheid, gemeten via verschillende telescopen over een periode van maanden. De afstand tussen de planeet en de begeleidende ster is slechts 2,4 miljoen kilometer (= 0,01791 AE), dat is minder dan tussen de Zon en Mercurius. Deze korte afstand zorgt er ook voor dat de planeet elke 16 uur een ronde om haar zon maakt, deze korte omloop is de kortste bij een gasreus die bekend is bij de wetenschap. Door baanverval van de planeet komt deze elk Aards jaar met een snelheid van 10 tot 750 milliseconden dichter bij de begeleidende ster te staan. Het zal nog zo'n 10 miljoen jaar duren voordat de twee elkaar zullen raken.
De temperatuur op de oppervlakte is ongeveer 3500 K, dit is echter alleen op de zijde die naar de ster gericht is, want de planeet heeft een synchrone rotatie, waardoor altijd dezelfde kant naar de ster gericht is. Vergelijkbaar met de Maan die altijd met dezelfde zijde naar de Aarde gericht is. Het is tevens de op één na heetste exoplaneet voor zover bekend. Over de temperatuur op de nachtzijde is niets bekend, omdat deze zijde van de planeet niet goed waargenomen kon worden door TESS. Het kan daar of zeer koud zijn, of juist wel warm doordat er hitte van de dagzijde naar de nachtzijde gebracht wordt.